# رو کمان
رو کمان یک ستاره است که در صورت فلکی کمان قرار دارد.